# Gare de Collonges - Fontaines
Pour les articles homonymes, voir Gare de Fontaine.
Ne doit pas être confondu avec Gare de Collonges (Côte-d'Or) ou Gare de Fort-l'Écluse-Collonges.
La gare de Collonges - Fontaines est une gare ferroviaire française de la ligne de Paris-Lyon à Marseille-Saint-Charles, située sur le territoire de la commune de Collonges-au-Mont-d'Or, à proximité de Fontaines-sur-Saône, dans la métropole de Lyon, en région Auvergne-Rhône-Alpes.
C'est une halte voyageurs de la Société nationale des chemins de fer français (SNCF), desservie par des trains TER Auvergne-Rhône-Alpes.

## Situation ferroviaire
La gare de bifurcation de Collonges - Fontaines est située au point kilométrique (PK) 499,491 de la ligne de Paris-Lyon à Marseille-Saint-Charles, entre les gares ouvertes de Couzon-au-Mont-d'Or (s'intercale la halte fermée de Saint-Romain-au-Mont-d'Or) et de Lyon-Vaise (s'intercalent les gares fermées des Grands-Violets et d'Île-Barbe). Elle est également l'origine de la ligne de Collonges - Fontaines à Lyon-Guillotière.
Elle est établie à 175 mètres d'altitude.

## Histoire

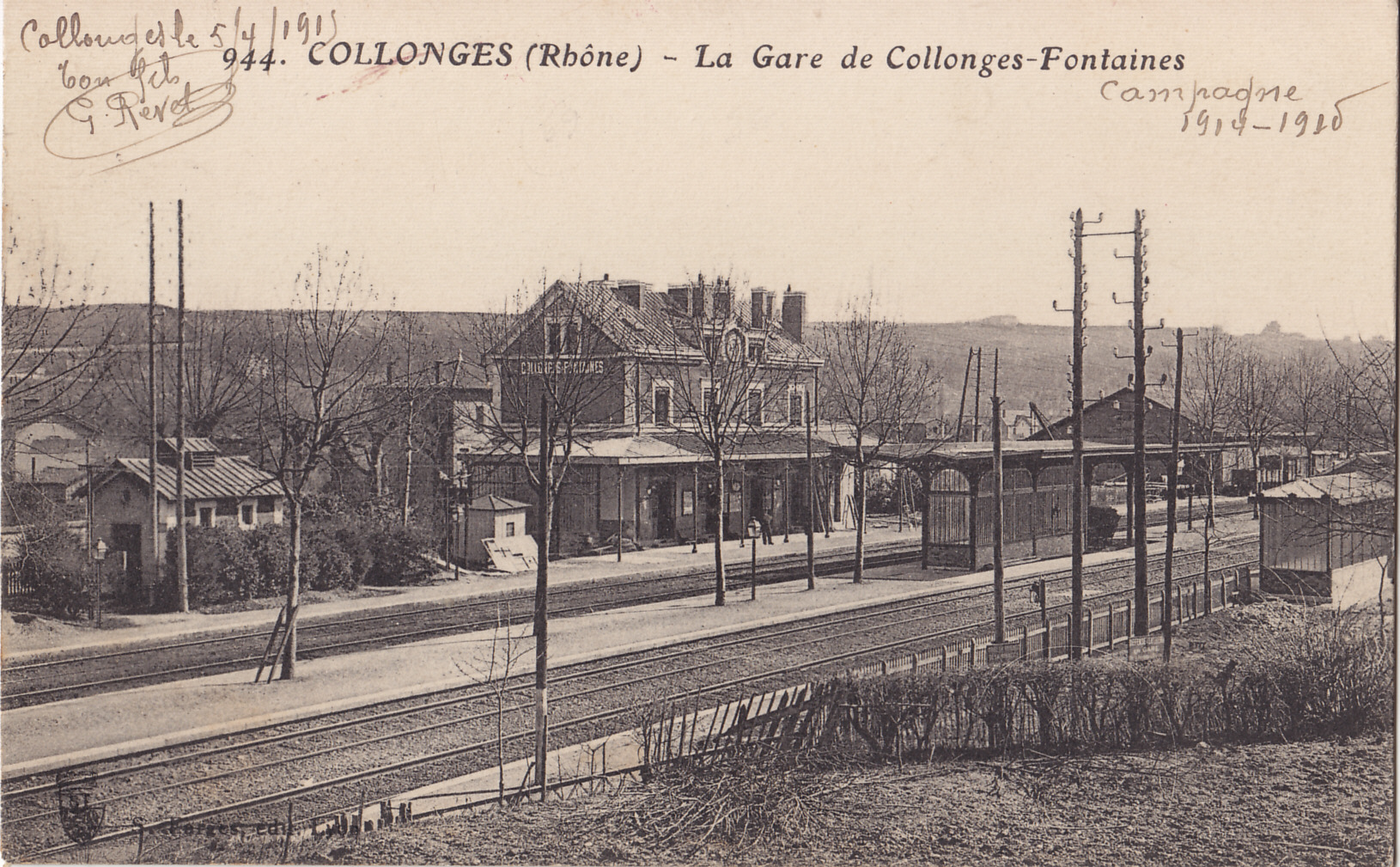
La gare au début du XXe siècle.

En 2022, la SNCF estime la fréquentation annuelle de cette gare à 120 763 voyageurs, contre 96 969 en 2021.

## Service voyageurs

### Accueil
C'est un point d'arrêt non géré (PANG) à entrée libre. Des consignes individuelles vélos en libre accès sont disponibles.
La gare n'a pas de guichet mais elle dispose d'un automate de distribution de billets TER.

### Desserte
Seuls s'arrêtent à Collonges - Fontaines les TER de la relation Vienne – Lyon-Perrache – Villefranche-sur-Saône, cadencés sur une base horaire ou demi-horaire, ce qui représente 20 services dans chaque sens du lundi au vendredi.

## Service des marchandises
Cette gare est ouverte au service du fret.